# Sacramentum
Sacramentum (z łac. „uświęcenie, zaprzysiężenie, zobowiązanie”) – w prawie rzymskim instytucja zakładu procesowego.
W postępowaniu legisakcyjnym każda z procesujących się stron przy litis contestatio składała do depozytu w świątyni określoną sumę pieniędzy (pierwotnie zapewne zwierzę ofiarne). Strona przegrywająca proces traciła ją tytułem kary poena sacramenti (początkowo na rzecz świątyni, później aerarium), wygrywająca odzyskiwała. Z czasem wymogi te złagodzono przez zobowiązanie wpłacenia kary dopiero po przegranej sprawie, w tym celu strony  musiały przedstawić ręczycieli (praedes sacramenti).
Wysokość sacramentum była wedle tablicy 2 Prawa XII Tablic uzależniona od wartości przedmiotu sporu: 50 asów dla przedmiotu o wartości poniżej 1000 asów oraz 500 asów dla cenniejszego od 1000. W sporach o wolność stosowano 50 asów.
Sztywność stawek mogących przekraczać wartość przedmiotu sporu wraz ze skrajnym formalizmem procesu powodowała szereg niedogodności. Stopniowo legis actio sacramento in rem została wyparta przez actio in rem per sponsionem w której zamiast sacramentum żądano  złożenia sponsio praeiudicialis (przyrzeczenie zapłaty drobnej sumy w razie przegranej).